# Niżnie Jaworowe Siodło
Niżnie Jaworowe Siodło (ok. 1652 m) – płytkie siodło na krótkim bocznym Jaworowym Grzbiecie (Javorový hrebeň) odchodzącym w południowym kierunku od Suchego Wierchu Kondrackiego (1890 m) do Doliny Cichej w słowackich Tatrach Zachodnich. Znajduje się w tym grzbiecie pomiędzy Jaworową Kopą (1791 m), a Jaworowymi Skałkami (1657 m), bliżej tych ostatnich.
Rejon przełączki porasta kosodrzewina. Stoki zachodnie opadają do Jaworowego Żlebu, stoki wschodnie do koryta Wielkiego Żlebu Kondrackiego. Nie prowadzi tędy żaden znakowany szlak turystyczny, przejście Jaworowym Grzbietem ma jednak duże znaczenie. W zimie prowadzi nim jedyna w tej okolicy bezpieczna droga (tzn. bez zagrożenia lawinowego) z Doliny Cichej na główną grań.
Nazwę przełączki utworzył Władysław Cywiński w 13 tomie przewodnika Tatry.